# Peter Steffens
Peter Steffens (23. března 1818 Cáchy – září 1879 Maria Enzersdorf) byl rakouský a český podnikatel a politik německé národnosti, v 2. polovině 19. století poslanec Českého zemského sněmu a Říšské rady.

## Biografie
Narodil se v Cáchách roku 1818. Jeho otec Peter Steffens byl soukromý fabrikant, matka Rozalie Thermer dcera královského dvorského sedláře z Paříže. Roku 1839 přesídlil s matkou do Čech. Byl tehdy chudý a nezámožný. V září 1842 se oženil s Aloisií, neteří bratrů Jungbauerových, kteří provozovali přádelnu v areálu bývalého kláštera v Zlaté Koruně. Steffens později provoz firmy převzal. Poté, co vyřídil smlouvy o pronájmu areálu, začal v objektu místo nyní zrušené přádelny budovat slévárnu a strojírnu, která byla uvedena do provozu roku 1846 (další továrnu měl Steffens mít přímo v nedalekých Českých Budějovicích). Do sortimentu závodu patřila čerpadla, parní stroje, vodní kola, turbíny, železné a litinové výrobky, hoblovací stroje, pluhy a další zemědělské stroje a zařízení pro různé průmyslové podniky. Steffensova zlatokorunská firma disponovala vodním pohonem o síle 40 koňských sil. K roku 1875 se tu uvádí 12 slevačů, 2 kováři, 14 zámečníků, 7 soustružníků a 2 truhláři. Ročně továrna zpracovala cca 600 metrických centů surového železa, 250 metrických centů kovářského železa, 2,5 metrických centů mědi a po 1 metrickém centu cínu a zinku. Steffensův podnik měl vlastní výstavní stánek na světové výstavě roku 1873 ve Vídni. Mezi dochované výrobky zdejší slévárny patří třeba litinová veranda na zámku v Hluboké nad Vltavou či kovové části schwarzenberské hrobky v Třeboni. Průmyslové aktivity prováděné v areálu středověkého zlatokorunského kláštera ovšem vedly k architektonickému a technickému poškození tohoto komplexu.
Od vzniku obchodní a živnostenské komory v Českých Budějovicích byl jejím členem a zastával v ní vedoucí posty. Po obnovení ústavního života v Rakouském císařství počátkem 60. let 19. století se zapojil i do zemské a celostátní politiky. V zemských volbách v Čechách v roce 1861 byl zvolen v kurii obchodních a živnostenských komor (volební obvod České Budějovice) do Českého zemského sněmu. Mandát obhájil, nyní v kurii venkovských obcí v obvodu Krumlov – Chvalšiny – Planá, i v zemských volbách v lednu 1867 a rovněž tak v krátce poté konaných volbách v březnu 1867. Ve volbách roku 1870 se jako poslanec neuvádí, ale křeslo v zemském sněmu získal opětovně ve volbách roku 1872, nyní již za kurii velkostatkářskou (nesvěřenecké velkostatky). Za tuto kurii uspěl i ve volbách roku 1878. Nebyl šlechtického původu, ale jeho majetek mu umožnil získat pasivní i aktivní volební právo mezi velkostatkáři.
V téže době také zasedal i v Říšské radě (celostátní zákonodárný sbor), kam ho vyslal zemský sněm roku 1861 (tehdy ještě Říšská rada nevolena přímo, ale tvořena delegáty jednotlivých zemských sněmů). Zastupoval kurii obchodních a živnostenských komor. Opětovně ho zemský sněm do vídeňského parlamentu delegoval roku 1867, nyní za kurii venkovských obcí. Na 2. schůzi parlamentu 23. května 1867 byl zvolen jedním z pořadatelů Poslanecké sněmovny Říšské rady. Znovu byl delegován do Říšské rady sněmem v roce 1871, tentokrát již za velkostatkářskou kurii (analogicky jako na zemském sněmu). Poslanecký slib složil 7. května 1872. Uspěl i v prvních přímých volbách do Říšské rady roku 1873, kdy získal mandát poslance za velkostatkářskou kurii.
Politicky zastupoval takzvanou Ústavní stranu, respektive (pokud v zákonodárných sborech zastupoval velkostatkáře) Stranu ústavověrného velkostatku, která podporovala centralistický model Rakouska s dominancí německé kultury.
Po jeho smrti v září 1879 přešel podnik do rukou bratra Gerharda Steffense a pak na jeho společníka Franze Schullerbauera. Továrna zanikla roku 1908.